# Verwaltungsgliederung der Republik Komi
Die autonome Republik Komi im Föderationskreis Nordwestrussland, im Nordosten des europäischen Teils der Russischen Föderation gliedert sich in 15 Rajons und 5 Stadtkreise (Stand 2014).
Die Rajons unterteilen sich in insgesamt 15 Stadtgemeinden (gorodskoje posselenije) und 159 Landgemeinden (selskoje posselenije). In den Rajons Knjaschpogostski und Troizko-Petschorski sind zudem gemeindefreie Territorien (meschselennaja territorija) ausgewiesen, auf denen sich jedoch keine Ortschaften befinden.

## Stadtkreise
| [ 2 ] | Stadtkreis | Einwohner | Fläche (km²) | Bevölkerungs- dichte (Ew./km²) | Stadt- bevölkerung | Land- bevölkerung | Weitere Ortschaften | Anzahl Städte | Anzahl Dörfer |
| ----- | ---------- | --------- | ------------ | ------------------------------ | ------------------ | ----------------- | --- | ------------- | ------------- |
| 3     | Inta       | 35.181    | 30.097,35    | 1,2                            | 33.196             | 1.985             | Siedlungen städtischen Typs: Koschym, Werchnjaja Inta                                                                                    | 3             | 20            |
| 1     | Syktywkar  | 250.874   | 733,31       | 342                            | 249.806            | 1.068             | Siedlungen städtischen Typs: Krasnosatonski, Sedkyrkeschtsch, Werchnjaja Maksakowka Dorf: Wyltydor                                       | 3             | 3             |
| 5     | Uchta      | 121.701   | 13.261,09    | 9,2                            | 118.750            | 2.951             | Siedlungen städtischen Typs: Borowoi, Jarega, Schudajag, Wodny Dörfer: Nischni Domanik, Sedju                                            | 5             | 13            |
| 4     | Ussinsk    | 47.229    | 30.564,2     | 1,5                            | 42.075             | 5.154             | Siedlung städtischen Typs: Parma Dörfer: Mutny Materik, Schtscheljabosch, Ust-Ussa                                                       | 2             | 18            |
| 2     | Workuta    | 95.854    | 24.179,64    | 4                              | 95.241             | 613               | Siedlungen städtischen Typs: Jelezki, Komsomolski, Mulda, Oktjabrski, Promyschlenny, Sapoljarny, Sewerny, Worgaschor Dorf: Siwomaskinski | 9             | 7             |

## Rajons
| [ 2 ] | Rajon               | Einwohner | Fläche (km²) | Bevölkerungs- dichte (Ew./km²) | Stadt- bevölkerung | Land- bevölkerung | Verwaltungssitz    | Gemeindesitze | Anzahl Stadtgemeinden | Anzahl Landgemeinden |
| ----- | ------------------- | --------- | ------------ | ------------------------------ | ------------------ | ----------------- | ------------------ | --- | --------------------- | -------------------- |
| 7     | Ischemski           | 18.771    | 18.435,57    | 1                              |                    | 18.771            | Ischma             | Land: Brykalansk, Ischma, Keltschijur, Kipijewo, Krasnobor, Mochtscha, Njaschabosch, Schtscheljajur, Sisjabsk, Tom |                       | 10                   |
| 8     | Knjaschpogostski    | 23.432    | 24.615,6     | 1                              | 17.048             | 6.384             | Jemwa              | Stadt: Jemwa, Sindor Land: Iosser, Meschtschura, Schoschka, Serjogowo, Trakt, Tschinjaworyk, Turja, Wetju | 2                     | 8                    |
| 9     | Koigorodski         | 8.431     | 10.415,66    | 0,8                            |                    | 8.431             | Koigorodok         | Land: Griwa, Kaschym, Koidin, Koigorodok, Kom, Kusjol, Nischni Turunju, Njutschpas, Pods, Uschga |                       | 10                   |
| 10    | Kortkerosski        | 19.658    | 19.748,35    | 1                              |                    | 19.658            | Kortkeros          | Land: Bogorodsk, Bolschelug, Dods, Keres, Kortkeros, Madscha, Mordino, Namsk, Niwschera, Njobdino, Pesmeg, Podjelsk, Podtybok, Postykeres, Priosjorny, Storoschewsk, Ust-Lektschim, Womyn                                    |                       | 18                   |
| 11    | Petschora           | 57.364    | 28.922,82    | 2                              | 48.591             | 8.773             | Petschora          | Stadt: Koschwa, Petschora, Putejez Land: Kadscherom, Osjorny, Priuralskoje, Tschikschino | 3                     | 4                    |
| 12    | Prilusski           | 20.737    | 13.168,48    | 1,6                            |                    | 20.737            | Objatschewo        | Land: Gurjewka, Letka, Loima, Mutniza, Noschul, Objatschewo, Prokopjewka, Sanulje, Sludka, Spasporub, Tscherjomuchowka, Tschitajewo, Tschornysch, Waimes, Wercholusje, Wuchtym                                               |                       | 16                   |
| 13    | Sosnogorsk          | 46.775    | 16.562,93    | 2,8                            | 40.824             | 5.951             | Sosnogorsk         | Stadt: Nischni Odes, Sosnogorsk, Woiwosch | 3                     |                      |
| 14    | Syktywdinski        | 22.660    | 7.473,9      | 3                              |                    | 22.660            | Wylgort            | Land: Jasneg, Lesym, Mandatsch, Njuwtschim, Osjol, Palewizy, Paschga, Schoschka, Selenez, Sludka, Tschassowo, Wylgort, Yb |                       | 13                   |
| 15    | Syssolski           | 13.956    | 6.070,75     | 2,3                            |                    | 13.956            | Wisinga            | Land: Gagschor, Kunib, Kuratowo, Meschador, Palaus, Pyjoldino, Saoserje, Tschuchlem, Wisindor, Wisinga, Wottscha |                       | 11                   |
| 16    | Troizko-Petschorski | 13.925    | 40.601,12    | 0,3                            | 7.276              | 6.649             | Troizko-Petschorsk | Stadt: Troizko-Petschorsk Land: Jakscha, Komsomolsk an der Petschora, Kurja, Mitrofan-Dikost, Mylwa, Nischnjaja Omra, Poktscha, Priuralski, Snamenka, Ust-Ilytsch                                                            | 1                     | 10                   |
| 17    | Udorski             | 20.400    | 35.815,68    | 0,6                            | 8.982              | 11.418            | Koslan             | Stadt: Blagojewo, Meschduretschensk, Ussogorsk Land: Bolschaja Putschkoma, Bolschaja Pyssa, Butkan, Glotowo, Jodwa, Jortom, Koslan, Tschernutjewo, Tschim, Tschuprowo, Waschgort, Woschski                                   | 3                     | 12                   |
| 19    | Ust-Kulomski        | 26.858    | 26.368,01    | 1                              |                    | 26.858            | Ust-Kulom          | Land: Anyb, Derewjansk, Diassjorja, Don, Dsjol, Jugydjag, Kebanjol, Kertschomja, Krutoborka, Kuschba, Myjoldino, Nischni Wotsch, Nossim, Partsch, Pomosdino, Poscheg, Rutsch, Simstan, Timscher, Ust-Kulom, Ust-Nem, Woldino |                       | 22                   |
| 18    | Ust-Wymski          | 29.474    | 4.775,08     | 6,2                            | 19.291             | 10.183            | Aikino             | Stadt: Mikun, Scheschart Land: Aikino, Donajol, Gam, Ilja-Schor, Koschmudor, Madmas, Mescheg, Studenez, Ust-Wym, Weschaika                                                                                                   | 2                     | 10                   |
| 20    | Ust-Zilemski        | 13.036    | 42.511,1     | 0,3                            |                    | 13.036            | Ust-Zilma          | Land: Chabaricha, Jormiza, Korowi Rutschei, Neriza, Nowy Bor, Okunew Nos, Sameschnaja, Sredneje Bugajewo, Trussowo, Ujeg, Ust-Zilma                                                                                          |                       | 11                   |
| 6     | Wuktyl              | 14.873    | 22.453,18    | 0,7                            | 12.356             | 2.517             | Wuktyl             | Stadt: Wuktyl Land: Dutowo, Lemtybosch, Podtscherje, Ust-Soplesk | 1                     | 4                    |